# Jean de Gastines
Pour les articles homonymes, voir Gastines (homonymie).
 Jean de Gastines, est un architecte français, né à Casablanca au Maroc, le 10 janvier 1957.

## Biographie
Après des études en économie et histoire à Paris-Sorbonne, il intègre l'École nationale supérieure des beaux-arts à Paris en 1978, vers la section cinéma avant de choisir l'architecture. Il sort avec son diplôme d'architecte DPLG en 1984, après avoir fait ses premières armes à l'agence Gehry Partners à Santa Monica (Californie) en 1980, en tant que responsable du service des maquettes.
De 1981 à 1983, il participe à la rénovation de la résidence de Christophe de Mesnil à Paris, puis collabore à l'agence SCAU Aymeric Zublena à Paris. En 1985, il crée sa propre agence d'architecte et entre en parallèle en tant qu'associé minoritaire à Shigeru Ban Architects Europe en 2003

## Réalisations

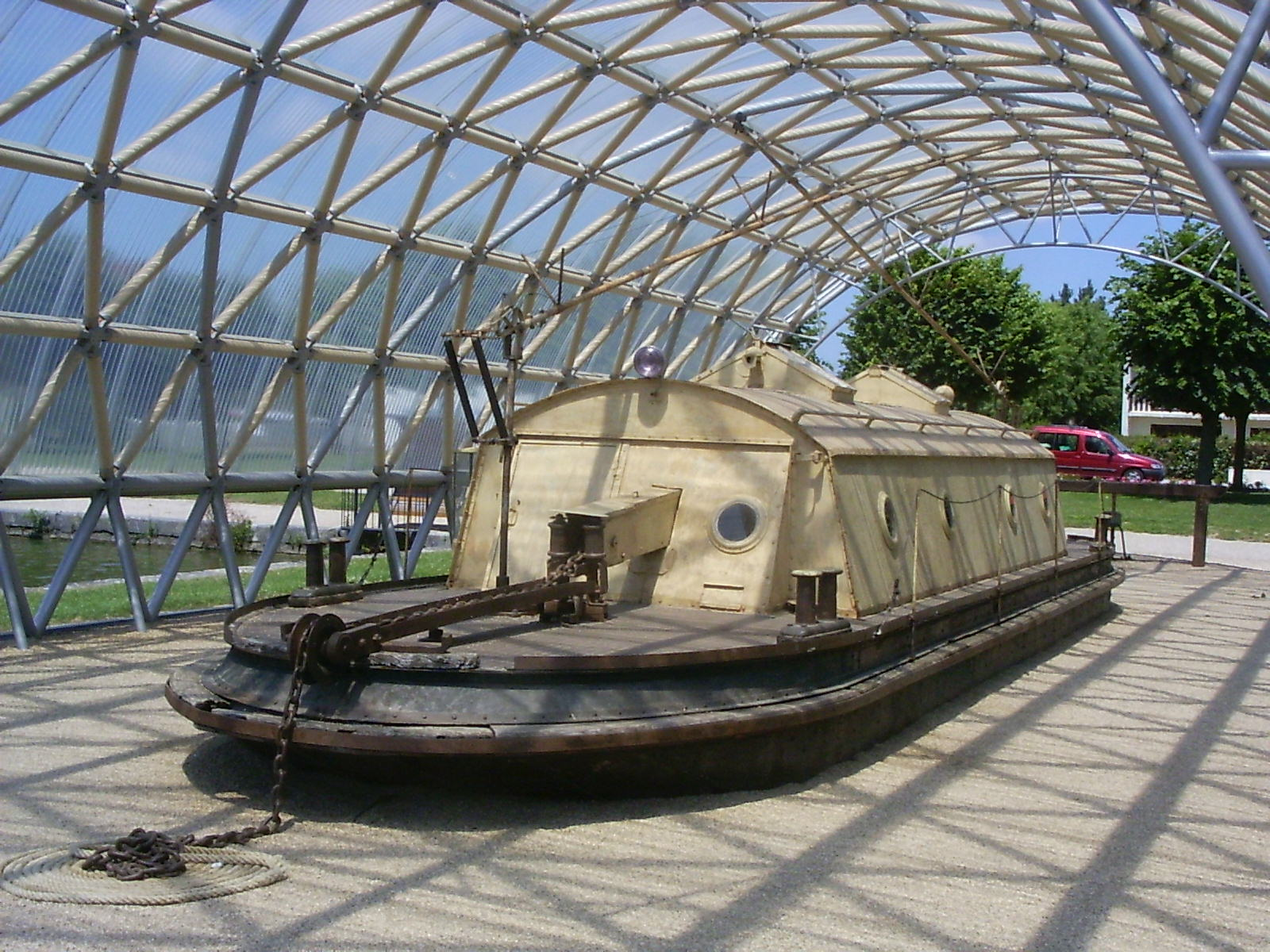
Ancien toueur électrique du canal de Bourgogne, exposé à Pouilly-en-Auxois, sous la halle conçue par les architectes associés Shigeru Ban et Jean de Gastines.

- 1987 : aménagement d'une tente sur 5 000 m2 pour le Salon de la mode aux jardin des Tuileries à Paris ;
- 1987 : création du restaurant Paris-Vierzon, rue Boissy d'Anglas à Paris (8e arrondissement) ;
- 1987-1995 : boutique Capucine Puérari, rue des Saint-Pères à Paris (7e arrondissement), boutiques déjà réalisées à Paris, Nice, Toulouse et Marseille ;
- 1988-1993 : château Pichon-Longueville Pauillac (Gironde), à l'initiative du Centre Georges-Pompidou, architecte associé Patrick Dillon ;
- 1988-1994 : Salon du prêt-à-porter féminin à la porte de Versailles, Paris ;
- 1991 : château de Bachen, aménagement du chai ;
- 1992 : maison Brana à Saint-Jean-Pied-de-Port (Pyrénées-Atlantiques), chai et habitation ;
- 1993 : château Faugères, extension du chai (Saint-émilion (AOC), Gironde, architecte-paysagiste associé Jacques Wirtz ;
- 1993 : Vergelegen-Winery, Summerset (Afrique du Sud), domaine viticole sur 400 hectares ;
- 1994 : hôtel Saint-Agnan à Paris, finaliste d'un concours organisé par la ville de Paris pour l'aménagement de cet hôtel classé monument historique, en musée d'art et d'histoire du judaïsme avec auditorium. Designer associé : Marie-Christine Dorner, Jean Dethier architecte scénographe du Centre Georges Pompidou ;
- 1996 : réhabilitation de la station thermale de Bains-les-Bains (Vosges)
- 1996 : conception et réalisation de l'aménagement intérieur des bureaux du siège d'Angers Citévision Angers ;
- 1996-2004 : tribune présidentielle du défilé du 14 juillet, place de la Concorde à Paris. Maître d'œuvre d'exécution de la tribune de 1996 à 2001. Conception du designer Marie-Christine Dorner ;
- 1998 : château villa Bel-Air à Saint-Morillon (Graves)n ;
- 1999 : maison de Clonber comté de Galway (Écosse) ;
- 2000 : réhabilitation de l'ensemble des services de la station thermale de Cambo-les-Bains (Pyrénées-Atlantiques) ;
- 2000 : réalisation de quarante résidences et résidences thermales (cent quarante studios et dix chambres d'hôtel avec parking), maison des Vignes à Jonzac (Charente-Maritime) ;
- 2000-2004 : projet, lauréat d'un concours organisé par la Fondation de France pour la réalisation d'un restaurant et d'un centre d'accueil boutique pour un parc animalier sur la commune de Le Guerno (Morbihan) ; parc zoologique du château de Branféré, parc animalier et botanique ;
- 2001 : maison du Verger à Époisses (Côte-d'Or) ;
- 2001 : résidence de vacances de soixante dix logements à Jonzac (Charente-Maritime) ;
- 2002 : hôtel particulier Jasmin à Paris ;
- 2003 : maison de l'Heuleberg (Knokke-Heist, Belgique) ;
- 2003 : Centre Pompidou-Metz avec architectes associés Shigeru Ban, Philip Gumuchdjian. Lauréat du projet, pose de la première pierre en 2006, ouverture en 2010 ;
- 2003 : pôle touristique autour de l'ostréiculture à Marennes (Charente-Maritime) ;
- 2004-2010 : Terra Botanica à Angers, parc consacré au végétal sur 11 hectares dont 12 000 m2 de bâtiments et serres ;
- 2004 : terrasse du Centre Georges-Pompidou, structure destinée à recevoir  les personnes responsables du projet du nouveau Centre Pompidou-Metz d'une longueur de 34,50 mètres et d'une largeur de 4,40 mètres recouvert d'une voûte circulaire. Ensemble de vingt neuf arches semi-circulaire, espacées de 1,20 mètre. Les nervures sont en tubes de carton. Architecte associé : Shigeru Ban ;
- 2005 : restructuration des bâtiments de soins aux thermes d'Eugénie-les-Bains ;
- 2005 : bungalows en béton enduits au Center Parc Bois des Francs à Verneuil-sur-Avre ;
- 2005 : en collaboration avec Shigeru Ban, Institut du Canal (petit musée) et la Halle du Toueur, structure protégeant un Toueur (bateau) à Pouilly-en-Auxois (Côte-d'Or) ;
- 2005 : résidence de tourisme à Jonzac ;
- 2005 : Cité manifeste Pierre Zemp de Mulhouse (Haut-Rhin), ensemble de 61 logements sociaux expérimentaux confiés par la Société mulhousienne des cités ouvrières (SOMCO), à 5 agences d'architectes : Jean Nouvel (AJN, Paris) ; Duncan Lewis Scape Architecture et Block (Angers, Nantes), Anne Lacaton et Jean-Philippe Vassal (Paris), Matthieu Poitevin et Pascal Reynaud (Art'M Architecture, Marseille), Shigeru Ban et Jean de Gastines (Paris). Labellisée « Architecture contemporaine remarquable » en 2022[3] ;
- 2006 : la maison Louis Vuitton réalise une exposition pour laquelle plusieurs architectes et artistes sont invités à travailler chacun autour d'un modèle de sac de la marque. Cette exposition est installée dans un premier temps au niveau 7 de l'immeuble Louis Vuitton des Champs-Élysées de Paris et doit voyager à New York et Tokyo. En travaillant autour du modèle Papillon, les architectes Shigeru Ban et Jean de Gastines ont installé sur la terrasse de l'immeuble une structure temporaire type coupole en tubes de carton gainés de toile Louis Vuitton et couverte de toile PVC blanche. Les contreventements sont en cuir façon hanses du sac Papillon ;
- 2006 : lauréat d'un projet concours pour la réalisation de soixante quinze logements en bois en Charente-Maritime, architecte associé Bruno Sourd ;
- 2006 : projet Lauréat d'un concours pour la réalisation de huit cent soixante dix résidences de tourisme en Moselle ;
- 2006 : structure temporaire dans le cadre du festival « Versailles off » (Yvelines), située dans la salle de bal des jardins du château. Architecte associé : Shigeru Ban ;
- 2006 : maison du projet du Centre Pompidou-Metz. Elle a ouvert ses portes le 10 juin 2006 pour présenter le projet au public, à proximité du chantier. Architecte associé : Shigeru Ban ;
- 2006 : collaboration avec le peintre Pascal Margat dans le cadre de l'exposition Eric Polo Dongmei, a transcultural perception of art, aux Frigos (Paris, XIIIe arrondissement) ;
- 2006 : pavillon temporaire Vasarely à Aix-en-Provence, du 20 juillet au 21 octobre. La Fondation Vasarely lui confie la tâche de rendre hommage à Paul Cézanne et de prolonger l'engagement humaniste du fondateur de l'art optique. Structure faite de carton, de toile, d'aluminium de 9 mètres de haut et 16 mètres d'envergure. Architecte associé : Shigeru Ban ;
- 2007 : passerelle temporaire vers le Pont-du-Gard, constituée de deux arches en treillis reliées entre elles par des éléments horizontaux formant le tablier. Portée de 20 mètres, hauteur de 5 mètres et une largeur de 4 mètres au centre pour 5,80 aux extrémités. La largeur de passage est de 1,40 mètre. Les deux poutres sont des treillis post-tendus, formées de tubes de carton, d'un diamètre  extérieur de 11,5 cm et une épaisseur de 19 mm, reliées par des nœuds métalliques. Architecte associé : Shigeru Ban ;
- 2008 : scénographie de deux expositions au musée du quai Branly à Paris, en collaboration avec Shigeru Ban ;
- 2008 : Center Parc Les Hauts de Bruyères à Chaumont-sur-Tharonne (Loir-et-Cher), ensemble de maisons individuelles ;
- 2010 : Center Parc Bois des Harcholins à Hattigny Fraquelfing Niderhoff en Moselle, ensemble de maisons individuelles ;
- 2010 : extension et réaménagement des thermes troglodytes de Jonzac (Charente-Maritime) ;
- 2010 : Petit Palais à Paris, scénographie pour un hommage à Charlotte Perriand, architecte, projet non retenu ;
- 2010 : Centre Pompidou-Metz, situé à 500 mètres de la gare de Metz, le bâtiment est constitué d'une grande toiture hexagonale en bois tressé recouvert d'une membrane en fibre de verre et téflon. L'antenne paratonnerre culmine à 77 mètres en référence à la date d'inauguration du centre de Paris, en 1977. La surface des salles d'expositions est de 5 500 m2 sur trois niveaux. Architecte associé : Shigeru Ban ;
- 2010 : Grand Palais à Paris, foire « Art Paris », stand de la galerie Jean Brolly ;
- 2010 : projet lauréat d'une consultation pour la conception et la réalisation de mille-sept-cents résidences de tourisme au sein d'un complexe touristique pour le compte des Villages Nature Val d'Europe SAS. Livraison prévue pour 2016 ;
- 2011 : Le Consortium de Dijon, galerie d'art contemporain, réhabilitation et extension d'une usine existante. Architecte associé : Shigeru Ban ;
- 2011 : pavillon Hermès Maison à Milan (Italie). Hermès Maison confie la scénographie de sa première présentation de mobilier contemporain en marge du Salon du meuble de Milan à Jean de Gastines et Shigeru Ban. Ils réalisent un pavillon nomade de 214 m2 pouvant se diviser en plusieurs pièces. La structure est en tubes de carton, de quatre diamètres différents, le papier matérialise les cloisons. La hauteur peut passer de 2,80 mètres à 5 mètres ;
- 2012 : la Réunion des musées nationaux commande aux architectes Jean de Gastines  et Shigeru Ban un projet architectural pour la rénovation des espaces intérieurs et la réalisation de deux espaces extérieurs du musée du Luxembourg à Paris. Les architectes redessinent la billetterie, le vestiaire, les circulations et la librairie, et conçoivent un espace de 300 m2 avec du mobilier en tubes de carton. Un espace temporaire de 155 m2, situé au sud-ouest du musée, fut construit à partir de poteaux en tubes de carton et de façades translucides en polycarbonate. Le restaurant d'une surface de 90 m2 est situé au nord du musée, sa construction est réalisée dans les mêmes matériaux, et sa toiture est constituée d'une structure métallique recouverte d'une toile tendue ;
- 2013 : siège social du groupe de presse Tamedia am Stauffacher à Zurich (Suisse), immeuble de sept étages à structure en bois (2 000 mètres cubes d'épicéa) et verre, chauffage par captage des eaux souterraines. Architecte associé : Shigeru Ban ;
- 2013 : Projet lauréat pour la réalisation de la Cité musicale de l'Île Seguin, pour le compte du Conseil général des Hauts-de-Seine, architecte associé : Shigeru Ban. Livraison prévue pour 2016 ;
- 2016 : les Villages Nature à Villeneuve-le-Comte en (Seine-et-Marne), ensemble immobilier avec la présence prépondérante du végétal. Livraison prévue pour 2016.

## Expositions
- 1989 : exposition Château Bordeaux, Centre national d'art et de culture Georges-Pompidou à Paris. Projet d'un parc régional d'activités économiques et viticoles et d'un redéploiement de la maison du négoce Barton et Guestier à Blanquefort (Médoc). Projet de chais de vinification à Bachen dans les Landes pour le chef Michel Guérard. Projet de restructuration architecturale du domaine viticole de Pichon-Longueville à Pauillac (Médoc) ;
- 1990 : exposition au musée d'Aquitaine à Bordeaux, projet d'étude de faisabilité pour la reconversion de 100 000 m2 d'entrepôts en espaces commerciaux. Logements et bureaux pour la maison de négoce De Luze sur les quais des Chartrons à Bordeaux ;
- 2000 : Les paysages de la vigne dans le cadre de « France 2000 », Hangar 14, quai des Chartrons à Bordeaux. Projet de bâtiments viticoles et aménagement paysager à Vergelegen (Afrique du Sud) ;
- 2002-2003 : Pavillon de l'Arsenal à Paris, L'Archipel Métropolitain, les Territoires partagés, scénographie avec Shigeru Ban ;
- 2005 : La Galerie d'Architecture, rue des Blancs-Manteaux à Paris, exposition Jean de Gastines Architecte ;
- 2008-2009 : musée du quai Branly à Paris : scénographie des expositions Upside Down Les Arctiques et L'esprit Mingei au Japon ;
- 2010 : Grand Palais de Paris, dans le cadre de « Art Paris + Guests », invité par la galerie Jean Brolly, sélection de dix projets entre 2000 et 2010.

## Récompenses
- 2015 : prix du meilleur projet futur au Marché international des professionnels de l'immobilier à Cannes[4]

## Décorations
- Officier de l'ordre des Arts et des Lettres au titre d'« architecte » (2010)[5].

### Iconographie
- Olivier Ravoire, Portrait de Jean de Gastines avec son associé Shigeru Ban, 2015, photographie publiée dans HDS.Mag, no 41, mai-juin 2015, p. 8-9.